# ポート・ウィリアム (フォークランド諸島)
ポート・ウィリアム (Port William) は、東フォークランド島の東海岸に位置する大きな入り江。フランス語の名称はショワスール湾 (Baye Choiseul)、スペイン語の名称はプエルト・グロウサック (Puerto Groussac) という。ザ・ナロウズ (the Narrows) と呼ばれる水路で、スタンリー・ハーバーとつながっている。
ポート・ウィリアムの中には、いくつもの小湾があり、ジプシー・コウブ (Gypsy Cove) を含むヨーク湾は景勝地として知られ、ハーンデン・ウォーター (Hearnden Water) はミューレル川やウィア・クリーク (Weir Creek) の三角江として機能しており、さらにブランコ湾、スパロー・コウブ (Sparrow Cove) などがある。ポート・ウィリアムのすぐ北側には、キドニー島がある。
カノーパス・ヒル、ポート・スタンリー空港、ジプシー・コウブが位置している半島と、ネイビー・ポイント (Navy Point) と称される細長い岬によって、ポート・ウィリアムはスタンリー・ハーバーから切り離されている。このような位置にあるため、ポート・ウィリアムはフォークランド諸島において最も交通量の多い水域であり、クルーズ客船、貨物船、軍艦なども頻繁に航行するが、イギリス空軍基地マウント・プレザントとスタンリー空港の2空港が開港して以降は、交通量は減少している。
この水域は、氷河の作用によって形成されたものである。
フォークランド紛争の際には、大量の機雷が設置された。

## 水深が大きい新たな港
2012年10月24日、フォークランド諸島執行委員会 (ExCo) の場で、フォークランド諸島立法会議の議員たち (MLAs) が、フォークランド諸島行政府 (FIG) の役員たちに、ポート・ウィリアムにおいて新たに水深が大きい港と関連するインフラストラクチャー等を整備する、巨額の経費がかかる計画を推進するよう指示した。